# Dace Sietina
Dace Sietiņa [ˈdɑtʃə ˈsijətiŋjaː], ook wel Dace Satra Sietina (Jelgava, 13 april 1978) is een Lets-Nederlandse stripmaker, fotograaf, illustrator en stop-motion animator die in Gouda woont. Het pseudoniem Nolandhead – dat ze meestal gebruikt voor een jonger publiek – geeft haar emotionele locatie aan: in No land. Haar beeldverhalen lijken op stills van animaties. Ze maakt ook tekeningen, linosneden en schilderijen.

## Biografie
Dace Sietina werd geboren in Jelgava, maar groeide op in het dorp Kalnciems. In 2003 kwam ze met haar dochter naar Nederland om te gaan samenwonen met haar toenmalige echtgenoot. In 2009 studeerde ze af als illustrator aan de Willem de Kooning Academie. Haar afstudeerproject was een zelfontwikkelde magnetische speelwand in een kinderziekenhuis, waarmee kinderen met astma kunnen spelen zonder allergische reacties te krijgen.

### Stijl en techniek
Sietina maakt gedetailleerde tekeningen zonder vooraf te schetsen. Ze bedenkt het verhaal ter plekke en volgt dan haar instinct. Daarbij werkt ze in verschillende technieken. Voor haar vrije werk en illustraties tekent ze het liefst met Oost-Indische inkt en Copic markers of Stabilo pennen. Ook gebruikt ze gewone kleurpotloden.
Het vaakst combineert ze tekenwerk en fotografie in een techniek die ze ontwikkelde als alternatief voor karakterschetsen. Hiervoor tekent ze eerst apart alle onderdelen van een karakter. Met uitgeknipte onderdelen stelt ze een karakter samen. Ze fotografeert een kader met zulke karakters. Vervolgens verschuift ze delen of voegt die toe in een nieuw kader. Dan maakt ze een volgende foto. Een klein maar wezenlijk detail in haar strips die zijn opgebouwd uit zulke kaders is de natuurlijke schaduw bij elk onderdeel. Die geeft de lezer het gevoel dat het beeld naar voren komt: een 3D-effect.
Deze werkwijze maakt snelle aanpassingen mogelijk, een oog of staart is zo toegevoegd. Sietina heeft inmiddels een grote verzameling onderdelen als ogen, monden, oren, staarten en benen die regelmatig hergebruikt worden. Haar experimentele aanpak vormt inmiddels een handschrift, mede door de vrolijke, felle kleuren, het materiaalgebruik, het absurdisme en de vele monsters.

### Invloeden
Basquiat en Lucebert inspireren Sietina omdat hun kunst verweven is met een verhaal. Maar ze vindt overal inspiratie, tot gewoon in de tram toe. Verder zijn tekenfilms uit haar jeugd een invloed: Fantadroms, over het universum, en Dillī Dallī minku parkā, over een rare booswicht.
Haar favoriete boeken zijn het oeuvre van Carlos Castaneda, Viktor Pelevins Tsjapajev en de leegte (Чапаев и Пустота) en Nisargadatta Maharaj's Ik Ben / Zijn (I am That). Ook saga's en sprookjes vindt ze zeer inspirerend. Ze bewondert oude films over robots en futuristische films uit jaren zeventig als 'kin-dza-dza!'. Een gewone steen of een plastic tasje kan haar echter ook op ideeën brengen. Een grote inspiratie is ook (ku)š!, een internationaal Lets stripblad waaraan ze regelmatig bijdraagt. Het publiceert uitsluitend korte verhalen, die soms absurd, soms folkloristisch en vaak vol zwarte humor zijn.

### Thema's
Sietina's verhalen zijn meestal sciencefiction. Het universum is een dankbaar thema; ze wordt gefascineerd door astronomie, astronauten, planeten en zwarte gaten. Ook het micro-universum heeft haar aandacht. Vaak combineert ze fictieve, monsterachtige karakters en de actualiteit, maar soms is het volledig fictief. Absurdisme en zwarte humor zijn terugkerende elementen in in haar 'vervreemdende universum'.

### Recent werk
In 2011 beleefde Sietina de eerste solotentoonstelling van haar strips in de Amsterdamse Galerie Lambiek. Speciaal daarvoor maakte ze het gedetailleerd, getekend beeldverhaal: Bad Trip: The Battle of the Bunnymen. Hierin wil een alien de planeet X overnemen met zijn eigen plantaardige soort en redden de bewoners hun wereld met een tijdmachine. Voor een groepstentoonstelling in museumgoudA maakte Dace de stop-motion animatie Devolution of human race. Het is haar antwoord op de vraag: Hoe komt het dat de mens steeds dikker en trager wordt en waar gaat de evolutie heen?

## Prijzen
- 2006 Winnaar fotowedstrijd de Krant van Gouda
- 2007 Winnaar fotowedstrijd de Krant van Gouda
- 2008 Nominatie Zuid-Hollandse vormgevingsprijs
- 2012 Winnaar Glas in Lood "Bevrijdingsglas" wedstrijd, Gouda
- 2012 Winnaar Stripgrafiekprijs, Utrecht

## Tentoonstellingen
- 2006 fototentoonstelling Alphabet in architecture in Gebouw Nieuwerdammerham, Amsterdam (november)
- 2008 groepsexpositie North Sea Jazz Festival in Ahoy Rotterdam (11-13 juli). Posters.
- 2008 groepsexpositie Tussen hemel en aarde bij Gergiev festival in De Doelen, Rotterdam (6-13 september). Foto's.
- 2009 groepsexpositie Stick Me Hard 2 in Musma Gallery, Brussel (14-28 mei). Posters.
- 2009 groepsexpositie First View WDKA in HUFgebouw, Rotterdam (27 juni-5 juli). Eindexamententoonstelling, vrij werk.
- 2009 groepstentoonstelling Leden van Compositie bij Firma Van Drie, Gouda (september). Foto's.
- 2009- groepsexpositie The Last Match bij Survival Kit Festival, Riga (12-19 september 2009), Gallery Artside, Lissabon (16 januari-18 februari 2010), nextComic Festival, Linz (25 februari-5 maart 2010), Haegeli, Luzern (20 april-10 mei 2010), Comic-Salon Erlangen (3-6 juni 2010), Galerie 37, Haarlem (3-18 juni 2010), Buchhandlung und Galerie MZIN, Leipzig (11 juni-11 juli 2010), Ioseb Grishashvili Tbilisi History Museum, Georgië (2-10 oktober 2010), KomiksFest!, Praag (30 oktober-28 november 2010), Ligatura, Poznań (3-21 juni 2011), Boomfest in het Nabakov Museum, Sint-Petersburg (22 september-16 oktober 2011), Bilbolbul, Bologna (1-4 maart 2012). Reizende internationale expositie van stripkunst op het formaat van een lucifersdoosje, die inmiddels 300 bijdragen uit 51 landen telt en blijft groeien.[5]
- 2010 groepsexpositie 3 für 1 bij NextComic in Kultur Centrum Kapu, Linz (26 februari-5 maart)
- 2010 groepsexpositie More weird, more good – Komiks from the other half bij Stripdagen Haarlem in Galerie 37 (5-6 juni)
- 2010 groepsexpositie Boekie Boekie in Museum Boijmans Van Beuningen, Rotterdam. Tentoonstelling van ingezonden werk.
- 2010 groepsexpositie op 19e Fumetto – Internationales Comix-Festival Luzern (1-9 mei). Tentoonstelling van internationale stripwedstrijd You+Me=Us.
- 2010 groepsexpositie Benelux Beeldverhalenprijs 2010 in Scryption (april-augustus) en bij Holland Animation Film Festival (september)
- 2010 solotentoonstelling Oddi.X in kunstcentrum Roodbol, Gouda (augustus)
- 2011 groepsexpositie bij 7de Magyar Képregényfesztivál in Boedapest (30 april)
- 2011 solotentoonstelling Museum Ruim 1:10 in museumgoudA (mei-juni).
- 2011 solotentoonstelling Let's Cosmos in Galerie Lambiek, Amsterdam (1 juli-28 augustus)
- 2011 groepsexpositie Nieuw striptalent in Huis voor Beeldcultuur, Breda (8-21 september), met Aimée de Jongh, Anne Staal, Bart Nijstad, Edith Kuyvenhoven, Jasper Rietman, Kees Peerdeman, Maia Machin, Max Devica Grünfeld, Merel Barends, Naune Meulendijks, Piers Goffart, Robert van Raffe, Tim Enthoven.
- 2012 groepsexpositie "Een donkere steeg in Amsterdam" De Kijkkasten, Amsterdam (20januari-14 maart), metJeroen Funke, Rik Nieuwdorp, Piers Goffart, Anne Stalinsky, Eric de Groot, Lisa Marie van Barneveld.
- 2023 My dear swallows ..., Museum Gouda. Samen met Oekraïners maakte zij een drieluik, dat verbeeld zij hoe Oekraïne was, het nu is  (na de Russische invasie) en hoe het weer zal zijn.[6]

## Publicaties
- R'uit magazine (illustratie, 2006)
- Ezis (Lets jeugdblad, illustratie, 2008)
- (ku)š! 4, 6, 7, 3 X 3, 10,12, 13 (Baltisch stripblad, 2009-heden)
- Baltic Outlook magazine (portret, 2009)
- Café Babel (Frans online blad, strips, 2010)
- STIK 20 (beeldverhaal, 2010)
- Binnenkrant (publicatie van museumgoudA, beeldverhaal, 2011)
- Van Speijk 7 (illustratie, 2011)
- "Naturegraffix", (beeldverhaal, 2012)
- "Popper" magazine 2, (illustratie, 2012)
- "Popper" magazine 3, (illustratie, 2013)
- Bikibuks, Noklausita saruna, kinderboek, Letland (illustraties, 2013)

### Bijdragen
- Krooning '08|'09. Rotterdam: WDKA, 2009. Eindexamencatalogus.
- Pos, Gert Jan (red.): Jan Kruis, die kan tekenen. (ongetiteld, p. 49). Amsterdam: Fonds BKVB, 2010. Paperback, 64 p. Geen ISBN. Hommage van tachtig stripmakers bij de Marten Toonderprijs 2010, niet in de handel.
- X was hier ('Hindeloopen'). Amsterdam: Nationaal Historisch Museum, 2011. Virtueel verzamelproject van historische plekken.
- Pos, Gert Jan, en Willem Thijssen (red.): Filmfanfare ('Het is een schone dag geweest'). Amsterdam: Oog & Blik|De Bezige Bij, 2012. Gebonden, 112 p. ISBN 978-9054923480.

### Werk in opdracht
- Cartoonserie Letten voor het Letse nieuwsportal TVNET.lv, 2010.
- Voorpagina Database of Eastern-European Comics voor Stichting Beeldverhaal Nederland, 2010.
- Conceptontwikkeling project 'Feest' voor museumgoudA, 2011.